# Evans-Gletscher (Ostantarktika)
Der Evans-Gletscher ist ein Gletscher in der antarktischen Ross Dependency. In der Königin-Alexandra-Kette des Transantarktischen Gebirges fließt er unmittelbar südlich der Owen Hills zum Beardmore-Gletscher. 
Teilnehmer einer von 1961 bis 1962 dauernden Kampagne im Rahmen der New Zealand Geological Survey Antarctic Expedition nahmen die Benennung vor. Namensgeber ist Petty Officer Edgar Evans (1876–1912) von der Royal Navy, der bei der Rückkehr vom geographischen Südpol bei der Terra-Nova-Expedition (1910–1913) unter der Leitung des britischen Polarforschers Robert Falcon Scott am 17. Februar 1912 gestorben war.